# Стадион Тојота (Тексас)
Стадион Тојота (Тексас) (енгл. Toyota Stadium (Texas)) је вишенаменски стадион у граду Фриско, Тексас, САД. Изграђен и у власништву града Фриско, стадион капацитета 20.500 седишта отворен је 2005. године. Његови примарни закупци су фудбалски клуб Мајор лиге ФК Далас и фудбалске утакмице Фриско независног школског округа. Такође је домаћин годишњег фудбалског првенства НЦАА прве дивизије, главне утакмице поддивизије фудбалског првенства колеџа. Поред тога, то је дом Националне фудбалске куће славних која је отворена 2018. године.

## Историја
Тојота стадион је био трећи МЛС фудбалски стадион који је изграђен након Хисторик кру стадиона у Колумбусу, Охајо (1999) и Дигнити хелт спортс парка у близини Лос Анђелеса (2003). Коштао је око 80 милиона долара и отворен је 6. августа 2005. утакмицом између ФК Далас и Метростарса, која је завршена нерешеним резултатом 2 : 2. Стадион има 20.500 места у дизајну у облику потковице са северним крајем укључујући сталну покривену бину за одржавање концерата, слично стадиону Ситгик у близини Чикага, који је отворен годину дана након стадиона Тојота. Иако се у то време надали да ће стална бина помоћи стадиону да повећа приход тако што ће одржавати концерте средње величине, дизајн се показао непопуларан и други МЛС клубови су одбили изградњу сталних бина на својим новим стадионима, остављајући дизајн Тојотиног стадиона застарелим. Међу навијачима клуба постоји широка подршка да бина буде уклоњена и замењена пуном трибином у будућој фази реновирања. Стадион укључује 18 луксузних апартмана, као и приватни клуб од 6.000 квадратних стопа (560 m²).

### Конкакафов златни куп
Овај стадион је више пута биран за стадион домаћина на турниру за Златни куп, фудбалском турниру репрезентација Конкакафа. Током Златног купа 2015., 2017., 2019. и 2021.. године, овај стадион је био један од стадиона на којима су се играле фудбалске утакмице.
| 1  | 7. јул 2015.   | Панама – Хаити                                                          | 1 : 1 | Групна фаза | 22.357 |  |  |
| 2  | 7. јул 2015.   | Сједињене Државе – Хондурас                                             | 2 : 1 | Групна фаза | 22.357 |  |  |
|    |                |                                                                         |       |             |        |  |  |
| 3  | 14. јул 2017.  | Костарика – Француска Гвајана                                           | 3 : 0 | Групна фаза |        |  |  |
| 4  | 14. јул 2017.  | Канада – Хондурас                                                       | 0 : 0 | Групна фаза | 10.048 |  |  |
|    |                |                                                                         |       |             |        |  |  |
| 5  | 20. јун 2019 . | Никарагва – Хаити                                                       | 0 : 2 | Групна фаза | 7.000  |  |  |
| 6  | 20. јун 2019.  | Костарика – Бермуди                                                     | 2 : 1 | Групна фаза | 7.000  |  |  |
|    |                |                                                                         |       |             |        |  |  |
| 7  | 11. јул 2021.  | Салвадор – Гватемала                                                    | 2 : 0 | Групна фаза | 8.494  |  |  |
| 8  | 14. јул 2021.  | Тринидад и Тобаго – Салвадор                                            | 0 : 2 | Групна фаза | 8.494  |  |  |
| 9  | 18. јул 2021.  | [[Фудбалска репрезентација Мартиника {{{altlink2}}}\|Мартиник]] – Хаити | 1 : 2 | Групна фаза |        |  |  |
| 10 | 18. јул 2021.  | Гватемала – Тринидад и Тобаго                                           | 1 : 1 | Групна фаза |        |  |  |